# You Are the Universe
You Are the Universe: Discovering Your Cosmic Self and Why It Matters è un libro filosofico new-age scritto da Deepak Chopra e Menas Kafatos. Il libro si interroga su questioni relative all'esistenza umana, alla coscienza, alla realtà ed alla percezione. È stato pubblicato il 7 febbraio 2017 ed è diventato un best seller del New York Times.

## Trama
Tu sei l'universo è un libro filosofico che cerca di dare risposte a domande riguardo all'origine dell'universo, il tempo, lo  spazio ;l'importanza, l'origine ed il significato della coscienza ed il matrimonio tra la scienza e la spiritualità nella vita quotidiana.
Il libro contesta l'ipotesi che la coscienza è un sottoprodotto della materia. Il libro sostiene che l'intero universo, come sperimentato dagli esseri umani, è un "costrutto umano nella coscienza."
Il libro si interroga al due più importanti domande della scienza che sono: 
- Di che cosa è fatto l'universo?
- Quali sono le basi biologiche della coscienza?[5]

Il libro fa uso di analogie, per dare un punto di vista filosofico, come equiparare la possibilità che la struttura del DNA formi gli elementi costitutivi della vita che emergono dal caos che esisteva dopo il big bang con 100 scimmie con 100 macchine da scrivere alla fine producendo le opere complete di Shakespeare, o la possibilità di un turbine che soffia attraverso i pezzi di ricambio di un aereo cortile e mettendo insieme un jumbo jet funzionale.

## Critica
Il professore di neurologia dell'Università di Harvard Rudolph E. Tanzi descrive il libro come "Un'avventura avvincente e assolutamente affascinante che ti lascerà a bocca aperta!"
Constance Scharff del New York Journal of Books scrisse che "La cosa più avvincente di You Are the Universe è scoprire il tuo sé cosmico e perché è importante tenere le idee esposte nelle sue pagine quanto meno possibile, potresti scoprire che la tua capacità di cambiare la tua vita verrà catapultata fuori dal grafici. Se l'universo è davvero umano e le nostre menti hanno lo stesso tipo di capacità creativa come l'universo o almeno parti dell'universo, noi abbiamo l'abilità di cambiare le nostre vite in modi profondi."